# Липцерка
Липцерка — река в России, протекает по территории Нурминского сельского поселения Тосненского района Ленинградской области.
Образуется в километре восточнее урочища Кантули. Протекает около пяти километров на запад до садоводства Нечеперть, близ которого впадает в приток Войтоловки Ольховку.
Река принадлежат к равнинному типу. Питание — смешанное с преобладанием снегового.
Водоохранная зона реки входит в зону охраны водных объектов на территории Нурминского сельского поселения.